# Николај Танајев
Николај Тимофејевич Танајев (кирг. Николай Тимофеевич Танаев; Михајловка, 5. новембар 1945 — Санкт Петербург, 19. јул 2020) био је киргиски политичар који је обављао функцију премијера Киргистана од 2002. године до 2005. године.